# Стахановська сільська рада
Стаха́новська сільська́ ра́да — адміністративно-територіальна одиниця та орган місцевого самоврядування в Первомайському районі Автономної Республіки Крим. Адміністративний центр — село Стахановка.

## Загальні відомості
- Населення ради: 1 175 осіб (станом на 2001 рік)

## Населені пункти
Сільській раді підпорядковані населені пункти:
- с. Стахановка
- с. Дальнє

## Склад ради
Рада складається з 12 депутатів та голови.
- Голова ради: Рейнштейн Олена Іванівна
- Секретар ради: Мєрошніченко Любов Василывна

### Керівний склад попередніх скликань
| Прізвище, ім'я, по батькові | Основні відомості                                    | Дата обрання | Дата звільнення |
| --------------------------- | ---------------------------------------------------- | ------------ | --------------- |
| Рейнштейн Олена Іванівна    | Сільський голова, 1957 року народження, позапартійна | 26.03.2006   | 31.10.2010      |
| Рейнштейн Олена Іванівна    | Сільський голова, 1957 року народження               | 31.10.2010   |                 |

Примітка: таблиця складена за даними сайту Верховної Ради України

### Депутати
За результатами місцевих виборів 2010 року депутатами ради стали:

#### За суб'єктами висування
| Суб'єкт висування | Кількість обраних депутатів | %    |
| ----------------- | --------------------------- | ---- |
| Партія регіонів   | 7                           | 58,3 |
| Самовисування     | 3                           | 25   |
| Народна партія    | 1                           | 8,3  |
| Партія «Союз»     | 1                           | 8,3  |

#### За округами
| № округу        | Прізвище, ім'я, по батькові       | Дата визнання обраним | Освіта             | Партійна приналежність | Відомості про обраного депутата                                 |
| --------------- | --------------------------------- | --------------------- | ------------------ | ---------------------- | --------------------------------------------------------------- |
| Народна Партія  |                                   |                       |                    |                        |                                                                 |
| 9               | Калініна Світлана Олександрівна   | 02.11.2010            | середня спеціальна | член Народної партії   | Стахановська сільська рада, головний бухгалтер                  |
| Партія регіонів |                                   |                       |                    |                        |                                                                 |
| 1               | Шустицький Сергій Олександрович   | 02.11.2010            | середня спеціальна | член Партії регіонів   | ПВХ насосна станція, машиніст                                   |
| 2               | Городніченко Віктор Олександрович | 02.11.2010            | середня спеціальна | позапартійний          | тимчасово не працює                                             |
| 3               | Синько Тетяна Веніамінівна        | 02.11.2010            | середня спеціальна | позапартійна           | управління праці та соціального захисту населення, соцпрацівник |
| 4               | Бєліков Віталій Вікторович        | 02.11.2010            | вища               | член Партії регіонів   | фермерське господарство «Нове», голова                          |
| 6               | Захарова Людмила Василівна        | 02.11.2010            | середня спеціальна | позапартійна           | ООО «Птахокомплекс Агро», диспетчер                             |
| 10              | Усата Алла Володимирівна          | 02.11.2010            | вища               | позапартійна           | Стаханівська загальноосвітня школа, вчитель                     |
| 12              | Цимбалюк Людмила Григорівна       | 02.11.2010            | середня спеціальна | позапартійна           | тимчасово не працює                                             |
| Партія «Союз»   |                                   |                       |                    |                        |                                                                 |
| 5               | Ждановський Анатолій Леонідович   | 02.11.2010            | середня            | член Партії «Союз»     | тимчасово не працює                                             |
| Самовисування   |                                   |                       |                    |                        |                                                                 |
| 7               | Мєрошніченко Любов Василівна      | 02.11.2010            | вища               | позапартійна           | Стахановська сільська рада, секретар                            |
| 8               | Тарасенко Володимир Миколайович   | 02.11.2010            | вища               | позапартійний          | ФК «Дальнє», агроном                                            |
| 11              | Васькевич Василь Костянтинович    | 15.11.2010            | середня спеціальна | позапартійний          | тимчасово не працює                                             |